# Monastero di Santa Caterina (Prato)

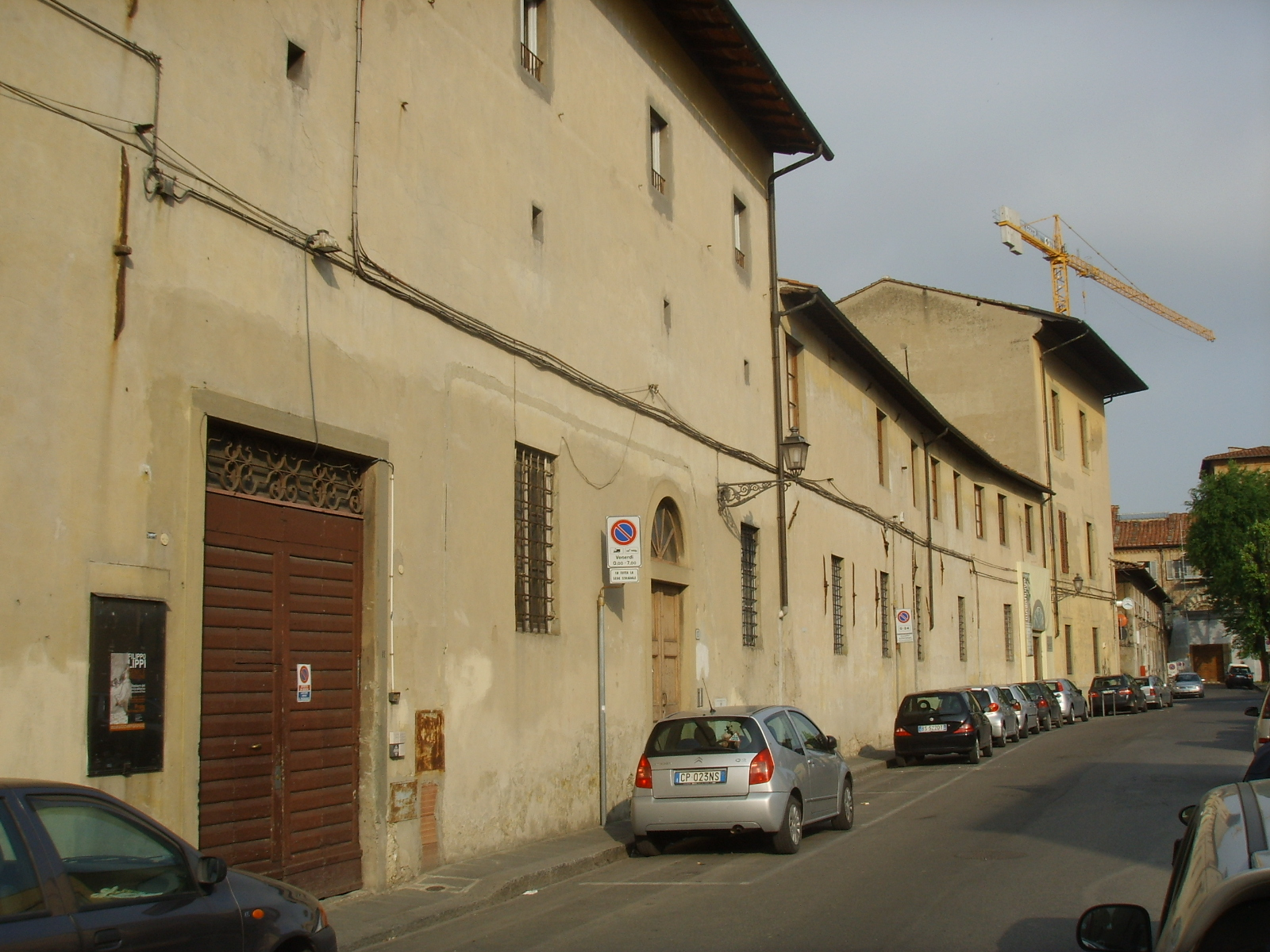
Ex monastero di Santa Caterina

L'ex-monastero di Santa Caterina di Prato sorge nell'omonima via.

## Storia e descrizione
L'attuale complesso fu edificato a partire dai primi del Cinquecento per l'omonimo monastero domenicano, grazie all'attività di suor Brigida Vangelisti (la pastorella alla quale era apparsa la Vergine Maria, a Boccadirio, nel 1480); dopo la soppressione (1783) ospitò il Conservatorio delle Pericolanti.
Passato al Comune nel 1976, è attualmente utilizzato per uffici, zona esposizioni (le "Antiche stanze") e spazio teatrale (in un vasto refettorio, del 1608).